# Gyöngyös páva
A gyöngyös páva vagy gyöngyös fácán (Rheinardia ocellata) a madarak osztályának tyúkalakúak (Galliformes) rendjébe és a fácánfélék (Phasianidae) családjába tartozó Rheinardia nem egyetlen faja.

## Rendszerezése
A fajt Daniel Giraud Elliot amerikai ornitológus írta le 1871-ben, az Argus nembe Argus ocellatus néven.

## Alfajai
- Rheinardia ocellata nigrescens (Rothschild, 1902)
- Rheinardia ocellata ocellata (Elliot, 1871)[2]

## Előfordulása
Délkelet-Ázsiában, Laosz, Malajzia és Vietnám területén honos. Természetes élőhelyei a szubtrópusi vagy trópusi síkvidéki és hegyi esőerdők. Állandó, nem vonuló faj.

## Megjelenése
A hím testhossza 190–239 centiméter, ebből több mint 170 cm hosszú a farok tolla, a tojó testhossza 74–75 cm, ebből a farka viszont csak 20 cm. Tollazata sötétbarna-fekete, fehérrel foltozott, a csőre rózsaszín, a pupillája barna.

## Természetvédelmi helyzete
Az elterjedési területe még nagyon nagy, de csökken, egyedszáma 6000-15000 példány közötti és gyorsan csökken. A Természetvédelmi Világszövetség Vörös listáján nem fenyegetett fajként szerepel.